# Гренадерский кавалерийский полк

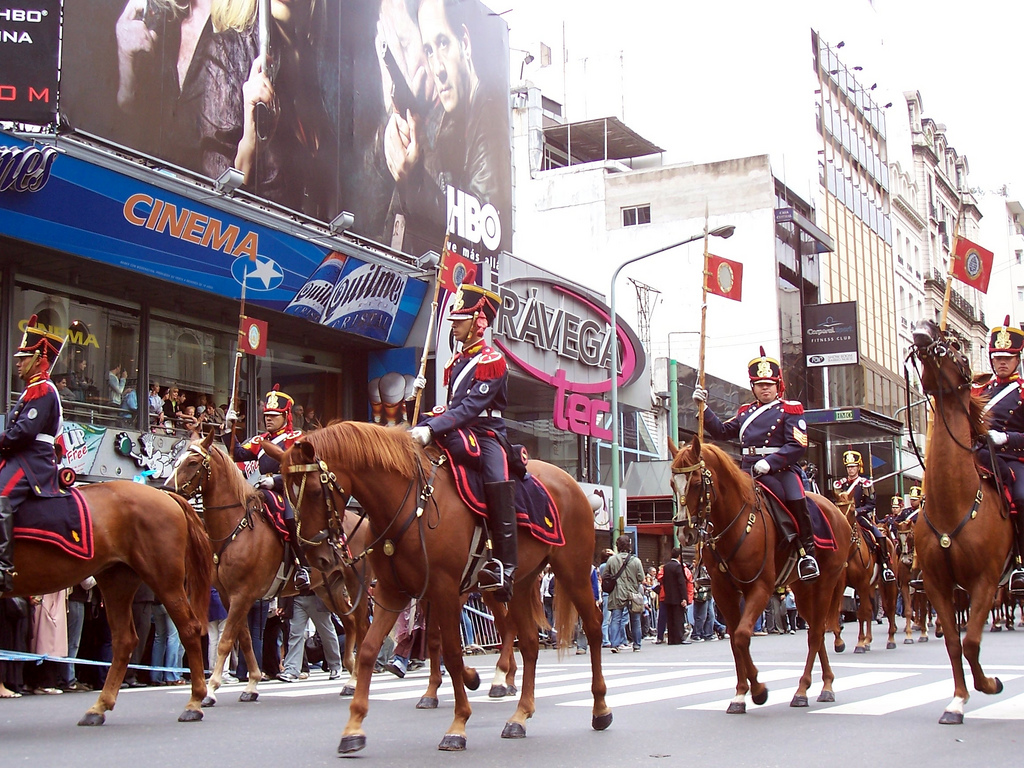
Кавалерийский почётный эскорт Президентского полка.

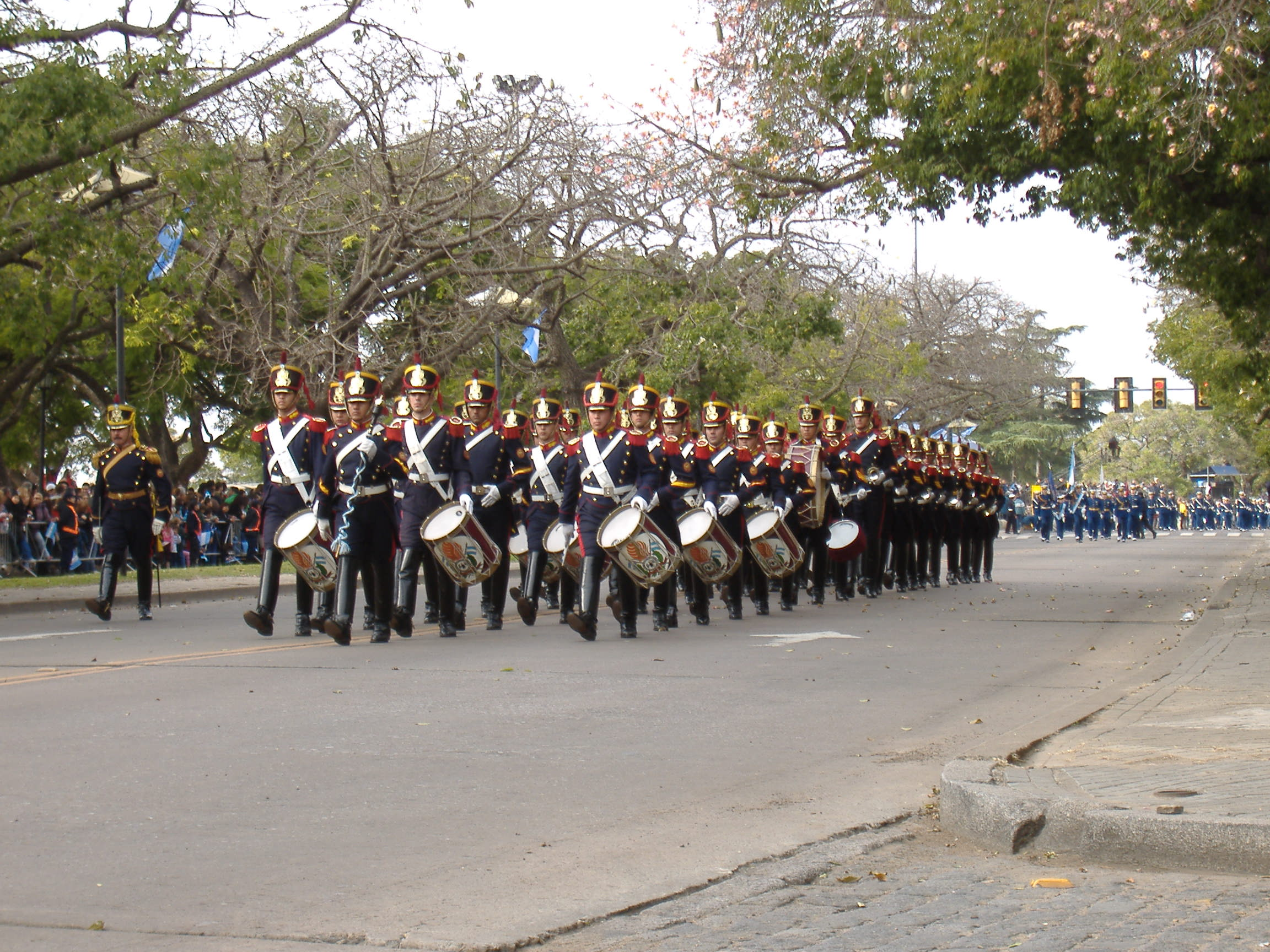
Солдаты гренадерского полка на параде в День Флага

Гренадерский полк (исп. Regimiento de Granaderos a Caballo General San Martín) — формирование (воинская часть), в настоящее время находящаяся в составе Вооружённых сил Аргентинской Республики. Официальное название — Гренадерский кавалерийский полк имени генерала Сан-Мартина, неофициально — Президентский полк.

## История
День части отмечается 16 марта.
Подчиняется непосредственно Президенту Аргентинской Республики — Верховному Главнокомандующему ВС Аргентины.

## Галерея

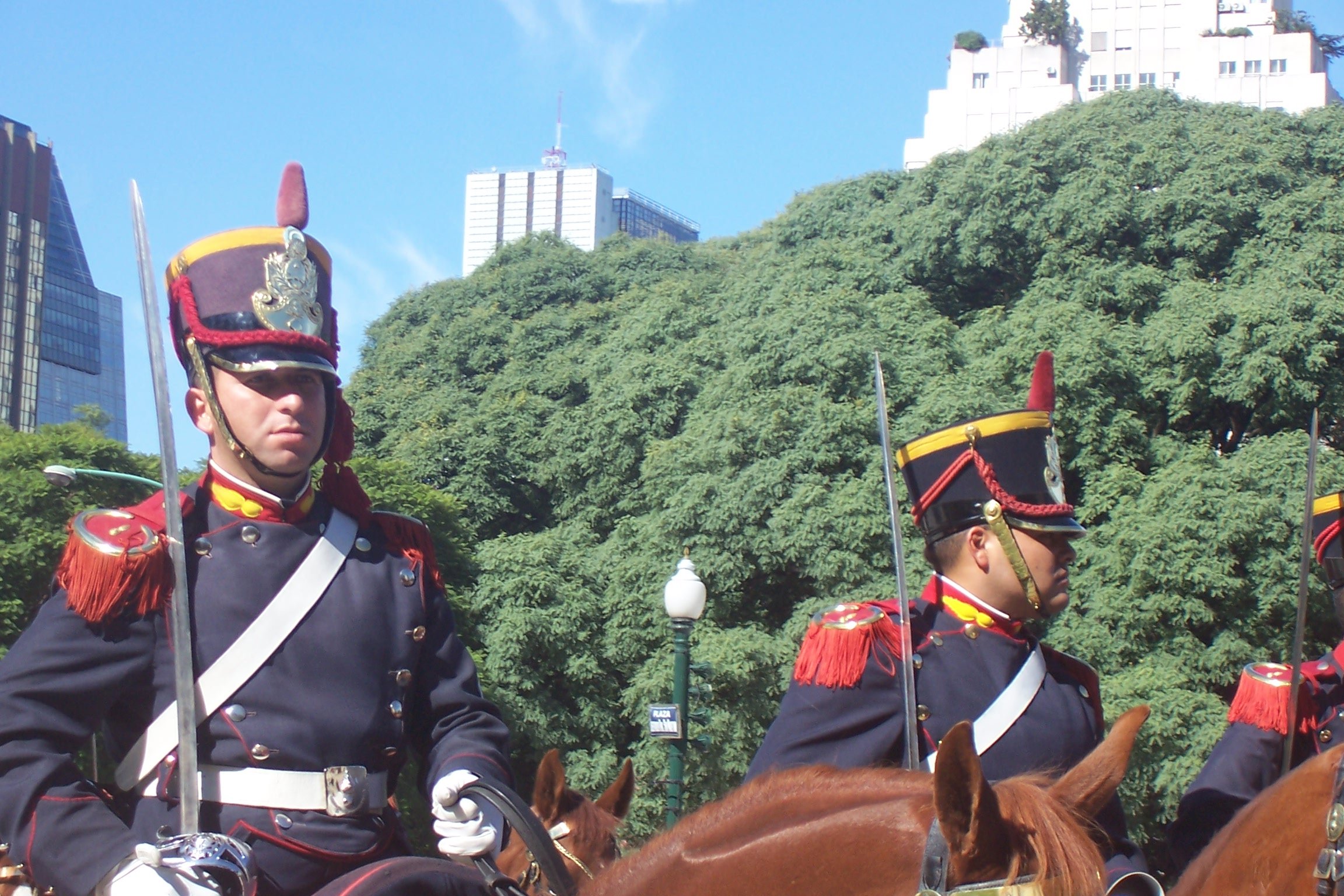
Гренадеры президентского гренадерского полка (почётного караула) в Буэнос-Айресе.
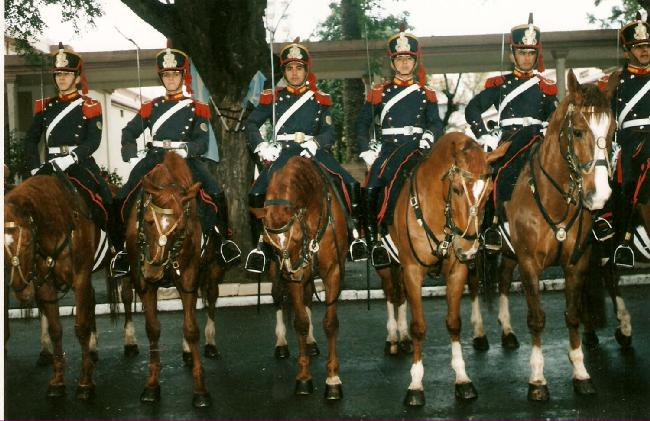
Гренадеры 17 августа.
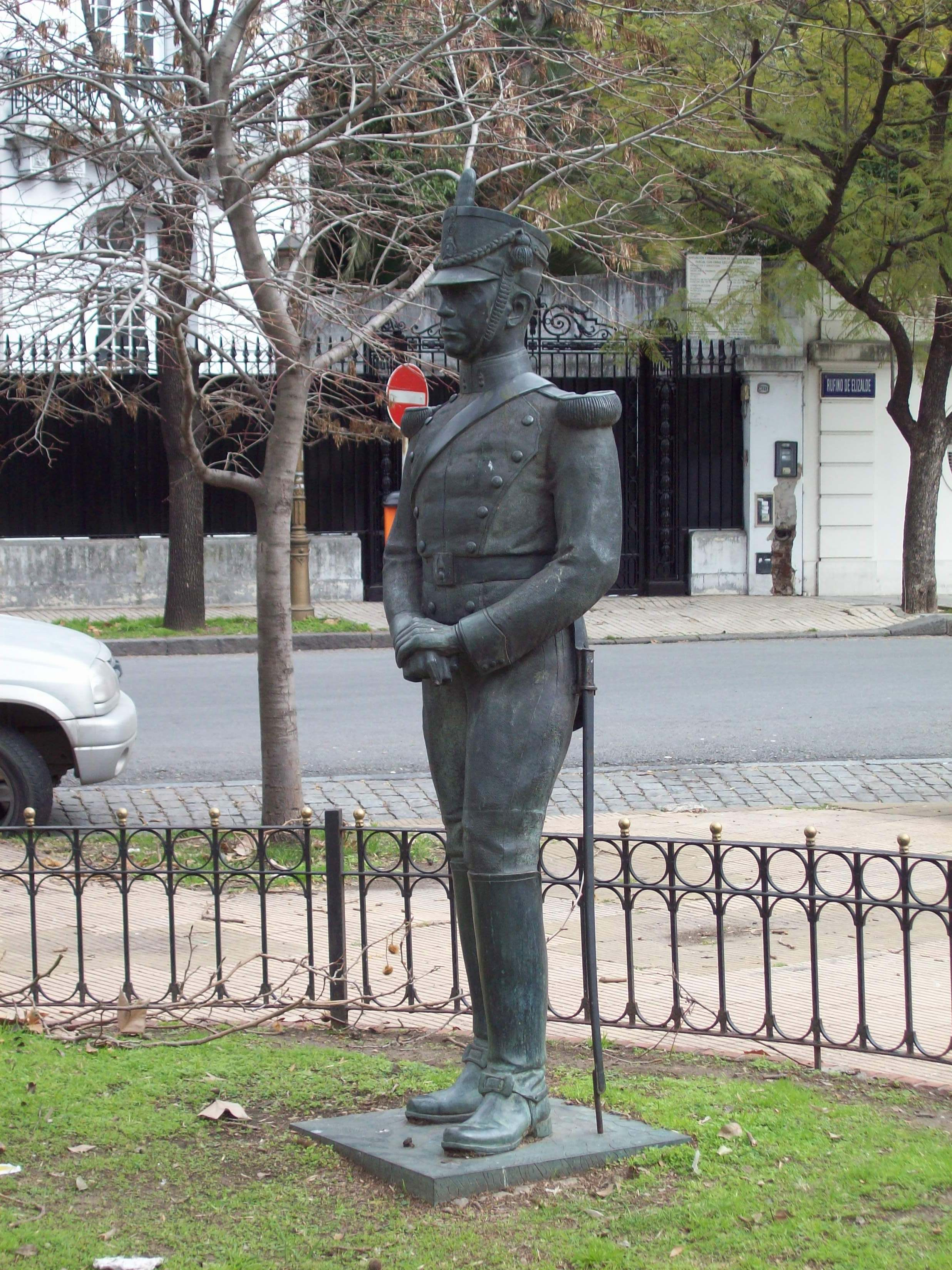
Статуя солдата полка.
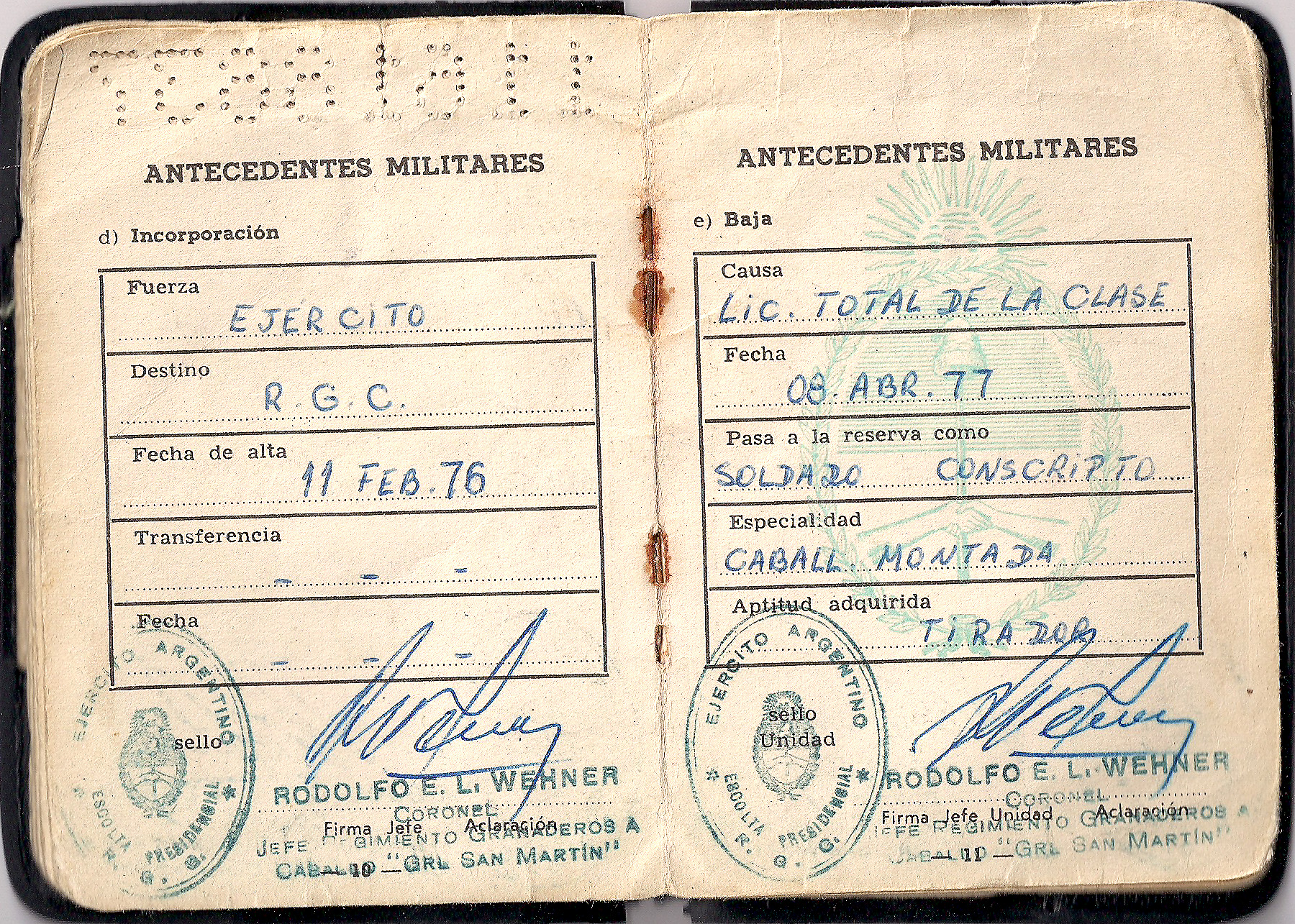
Служебное удостоверение.